# Watumbaka
Watumbaka is een bestuurslaag in het regentschap Oost-Soemba van de provincie Oost-Nusa Tenggara, Indonesië. Watumbaka telt 1582 inwoners (volkstelling 2010).